# Richterswil
Richterswil is een gemeente en plaats in het Zwitserse kanton Zürich, en maakt deel uit van het district Horgen. Richterswil telt 11.415 inwoners.

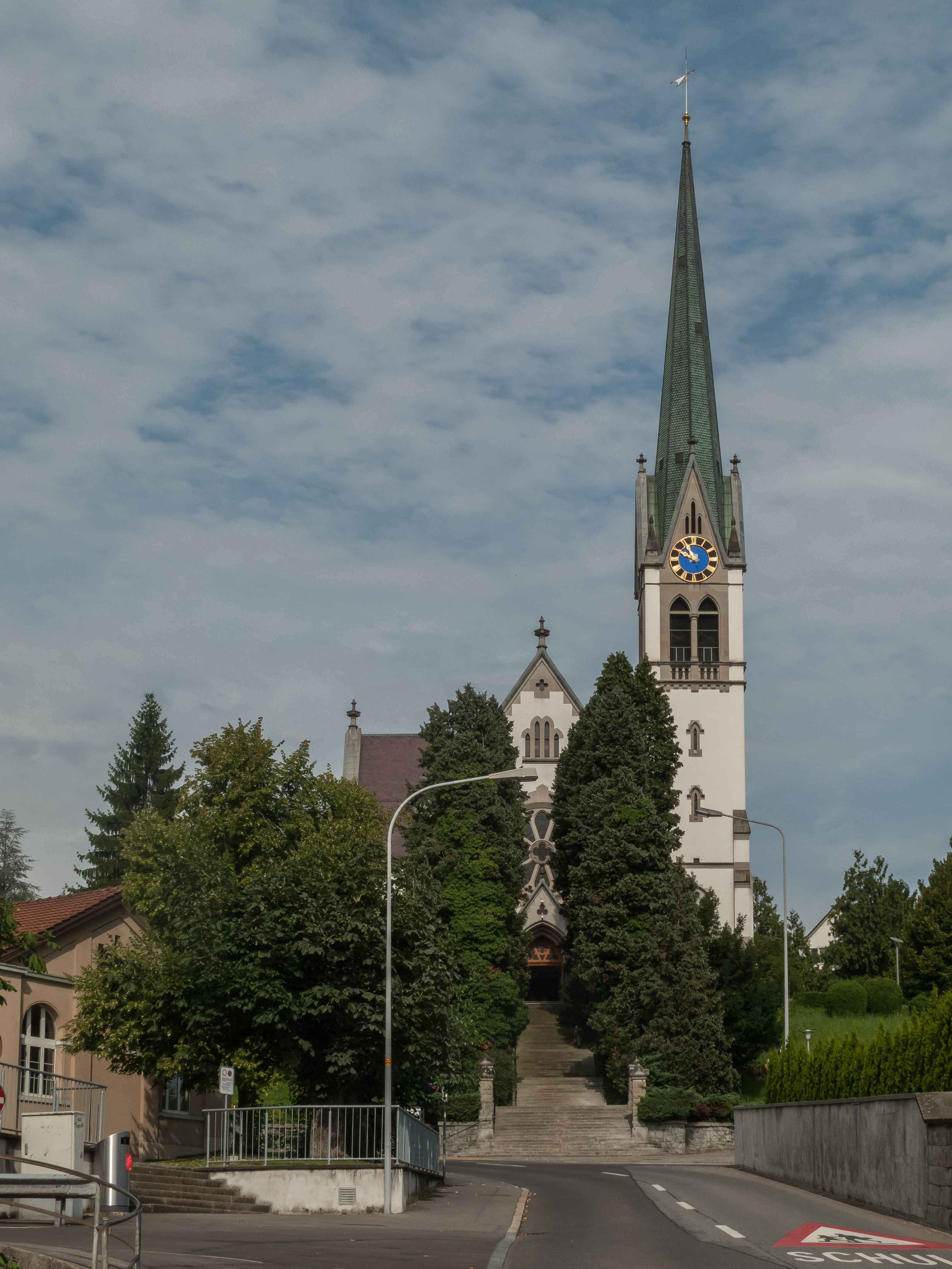
De protestantse kerk.

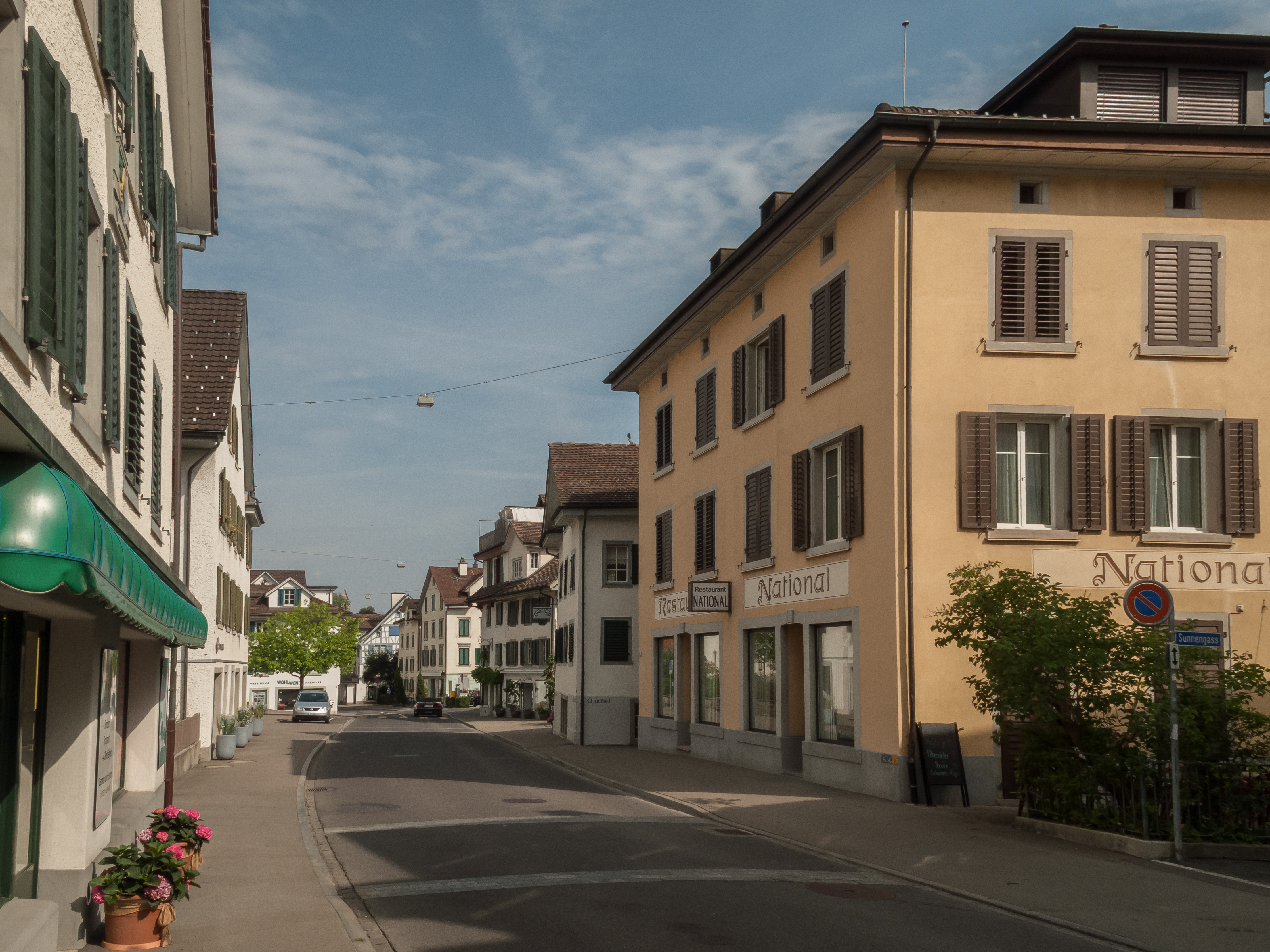
Zicht op de Dorfstrasse.

## Geboren
- Johannes Eschmann (1834-1896), landbouwer, bestuurder en politicus, burgemeester van Richterswil
- Alex Kuprecht (1957-), politicus
- Ruedi Wild (1982-), triatleet

## Overleden
- Johannes Eschmann (1834-1896), landbouwer, bestuurder en politicus, burgemeester van Richterswil